# Mariusz Olczak
Mariusz Olczak – polski biochemik, dr hab. nauk biologicznych, profesor zwyczajny i kierownik  Zakładu Biochemii Wydziału Biotechnologii Uniwersytetu Wrocławskiego.

## Życiorys
21 marca 1996 obronił pracę doktorską Charakterystyka molekularna i właściwości kinetyczne kwaśnej fosfazy z nasion łubinu, 27 października 2003 habilitował się na podstawie pracy zatytułowanej Struktura, właściwości enzymatyczne i pokrewieństwo filogenetyczne fosfoesteraz łubinu żółtego (Lupinus luteus L.). 23 grudnia 2010 nadano mu tytuł profesora w zakresie nauk biologicznych. Pracował w Instytucie Biochemii i Biologii Molekularnej na Wydziale Nauk Przyrodniczych Uniwersytetu Wrocławskiego.
Piastuje stanowisko profesora zwyczajnego oraz kierownika w Zakładzie Biochemii na Wydziale Biotechnologii Uniwersytetu Wrocławskiego.